# Jaana Sundberg
Pour les articles homonymes, voir Sundberg.
Jaana Sundberg, née le 2 avril 1983 à Riihimäki, est une judokate finlandaise.

## Carrière internationale
Tous les titres indiqués ont été remportés dans la catégorie mi-légers (-52 kg).
- 2013 : 1res places aux tournois Grand Chelemn de Bakou et d'Ekaterinbourg
- 2014 : médaille d'argent au Grand Slam de Paris
- 2015 : 1re place au Tournoi de Tbilissi

En 2012, elle participe aux Jeux olympiques d'été.